# Dělnická pekárna v Liberci
Pekárna v Hanychovské ulici v Liberci je soubor industriálních objektů postavený v letech 1910–1911 vídeňským architektem Hubertem Gessnerem pro společnost Reichenberger Arbeitbäckerei GmbH. Komplex byl doplněn přístavbou z roku 1919 dle projektu architekta Richtera. Objekty jsou od roku 1958 zapsány v seznamu kulturních památek.